# 維爾納·索米
維爾納·愛德華·「沃恩」·索米（英語：Verner Edward "Vern" Suomi，1915年12月6日—1995年7月30日），美國氣象學家、發明家和教育家，被譽為「氣象衛星之父」。索米是自旋掃描輻射計（Spin Scan Radiometer）的發明者，而該儀器有很長一段時間被靜止環境觀測衛星的大多數衛星使用，並且電視上氣象預報的雲圖影像都由該儀器成像。2011年發射的極軌道氣象衛星国家极轨业务环境卫星预备项目（Suomi NPP）即以其姓氏命名。

## 早年生活
索米生於明尼蘇達州埃弗萊斯 (明尼蘇達州)，雙親是約翰·索米和安娜·索米。索米的雙親於1902年自芬蘭移民美國（其姓氏「Suomi」源自芬蘭語，意思是「芬蘭」）。他在家中7個孩子中排第6，但只有兩位姊妹比他晚去世。索米在維諾納州立教育學院獲得第一個學位，並曾在中學擔任科學教師。之後索米進入芝加哥大學，於1953年獲得博士學位。

## 研究
1948年時，索米是威斯康星大学麦迪逊分校氣象學系最早的教師之一，他並且和 Robert Parent 於1965年建立了威斯康辛大學麥迪遜分校太空科學與工程中心。之後於1966年12月6日，第一顆在地球靜止軌道上可拍攝影像的氣象衛星應用技術衛星1號（ATS-1）發射，該衛星並搭載了索米發明的自旋掃描輻射計。後續衛星 ATS-3 發射於1967年11月，並使用自旋掃描相機拍攝了可能是世界第一幅整個地球的彩色衛星影像。
索米於1972年時領導開發了人機交談資料處理系統（Man-computer Interactive Data Access System），並於1974年使用該系統呈現了 SMS-1 等衛星拍攝的影像。
索米在大學中是很受歡迎的教授，並且於1986年正式退休。

## 榮譽與獎項
索米於1966年獲選為美國國家工程院院士、1977年獲得美国国家科学奖章、1980年獲得美國氣象學會查爾斯·富蘭克林·布魯克斯獎、1984年獲得富蘭克林獎章。索米獲得了國際氣象組織的終身成就獎等多個獎項與榮譽，包含了世界氣象組織的國際氣象組織獎（International Meteorological Organization Prize，IMO Prize）和第一屆沃爾特·奧斯隆獎（Walter Ahlstrom Prize）。
2012年1月24日, NASA 宣布將當時發射不久的地球觀測衛星国家极轨业务环境卫星预备项目（NPP）改名為 Suomi NPP 以紀念索米。消息宣布時 NASA 的科學任務委員會副主任约翰·格伦斯菲尔德表示：「維爾納·索米的許多科學和工程貢獻是我們今日能夠從太空學習關於地球天氣和氣候的基礎」。Suomi NPP 搭載的可見光/紅外光影像輻射儀（Visible Infrared Imaging Radiometer Suite，VIIRS）所拍攝的影像由 NASA 於2012年合成為當年版本的「藍色彈珠」影像。

## 個人生活
索米於1995年在威斯康辛州麦迪逊去世，去世時他的妻子 Paula，兒子 Eric、Stephen、Lois，兩位姊妹 Edith 和 Esther，兩位孫女和多位姪子女都在身旁。

## 外部連結
- Suomi Virtual Museum （页面存档备份，存于） (includes photo of Suomi)
- The Space Science and Engineering Center （页面存档备份，存于）
- Suomi Website - The Father of Satellite Meteorology （页面存档备份，存于）
- NASA ATS-1 (1966) page - NSSDC（英语：National Space Science Data Center） ID: 1966-110A
- NASA SMS-1 (1974) page （页面存档备份，存于） - NSSDC ID: 1974-033A-01 - explanation of Visible Infrared Spin Scan Radiometer